# USL League One 2019
Die USL League One 2019 ist die erste Spielzeit der Liga und auch die erste als offizielle dritte Liga der USA und Kanada. Die Saison beginnt am 29. März 2019 und endet am 5. Oktober 2019. Die anschließenden Play-offs werden vom 11. Oktober bis 13. Oktober 2019 und vom 17. Oktober bis 21. Oktober 2019 ausgetragen.

## Teilnehmende Mannschaften
In der Saison 2019 nehmen 10 Franchises an der USL League One teil, davon sind 9 Franchises in den Vereinigten Staaten und eines in Kanada beheimatet.
| Chattanooga |

| Frisco |

| Greenville |

| Lansing |

| Madison |

| Orlando |

| Richmond |

| Statesboro |

| Toronto |

| Tucson |

| Mannschaft             | Gründung | Einstieg (USL) | Stadion                           | Ort         | Bundesstaat/Provinz |
| ---------------------- | -------- | -------------- | --------------------------------- | ----------- | ------------------- |
| Chattanooga Red Wolves | 2018     | 2019           | David Stanton Field (5.000)       | Chattanooga | Tennessee           |
| Greenville Triumph     | 2018     | 2019           | Legacy Early College (4.000)      | Greenville  | South Carolina      |
| Lansing Ignite         | 2018     | 2019           | Cooley Law School Stadium (7.527) | Lansing     | Michigan            |
| Forward Madison        | 2018     | 2019           | Breese Stevens Field (5.000)      | Madison     | Wisconsin           |
| North Texas SC         | 2018     | 2019           | Toyota Stadium                    | Frisco      | Texas               |
| Orlando City B         | 2015     | 2019           | Montverde Academy (3.500)         | Montverde   | Florida             |
| Richmond Kickers       | 1993     | 2019           | City Stadium (9.000)              | Richmond    | Virginia            |
| South Georgia Tormenta | 2015     | 2019           | Tormenta Park (5.000)             | Statesboro  | Georgia             |
| Toronto FC II          | 2014     | 2019           | Lamport Stadium (9.600)           | Toronto     | Ontario             |
| FC Tucson              | 2010     | 2019           | Kino Sports Complex (2.900)       | Tucson      | Arizona             |

## Regular Season

### Tabelle
| Pl.                     | Verein                 | Sp. | S  | U  | N  | Tore    | Diff. | Punkte |
| ----------------------- | ---------------------- | --- | -- | -- | -- | ------- | ----- | ------ |
| 1.                      | North Texas SC         | 28  | 17 | 5  | 6  | 053:310 | +22   | 56     |
| 2.                      | Lansing Ignite         | 28  | 12 | 10 | 6  | 049:370 | +12   | 46     |
| 3.                      | Greenville Triumph     | 28  | 12 | 7  | 9  | 032:220 | +10   | 43     |
| 4.                      | Forward Madison        | 28  | 12 | 7  | 9  | 033:260 | +7    | 43     |
| 5.                      | Chattanooga Red Wolves | 28  | 10 | 10 | 8  | 035:370 | −2    | 40     |
| 6.                      | South Georgia Tormenta | 28  | 9  | 10 | 9  | 032:340 | −2    | 37     |
| 7.                      | Toronto FC II          | 28  | 9  | 9  | 10 | 043:460 | −3    | 36     |
| 8.                      | FC Tucson              | 28  | 8  | 9  | 11 | 035:410 | −6    | 33     |
| 9.                      | Richmond Kickers       | 28  | 9  | 5  | 14 | 026:350 | −9    | 32     |
| 10.                     | Orlando City B         | 28  | 4  | 4  | 20 | 023:520 | −29   | 16     |
| Stand: 7. November 2019 |                        |     |    |    |    |         |       |        |

| Nach der Regular Season:   |
| Teilnahme an den Play-offs |

## Playoffs
|  | Halbfinale | Halbfinale            | Halbfinale |  |  | Finale | Finale                | Finale |
|  |            |                       |            |  |  |        |                       |        |
|  |            |                       |            |  |  |        |                       |        |
|  | 1          | North Texas SC        | 2          |  |  |        |                       |        |
|  | 4          | Forward Madison FC    | 0          |  |  |        |                       |        |
|  |            |                       |            |  |  | 1      | North Texas SC        | 1      |
|  |            |                       |            |  |  | 3      | Greenville Triumph SC | 0      |
|  | 2          | Lansing Ignite FC     | 0          |  |  |        |                       |        |
|  | 3          | Greenville Triumph SC | 1          |  |  |        |                       |        |
|  |            |                       |            |  |  |        |                       |        |